# Abdukodir Khusanov
Abdukodir Khusanov (en ouzbek : Абдуқодир Ҳусанов), né le 29 février 2004 à Tachkent en Ouzbékistan, est un footballeur international ouzbek qui évolue au poste de défenseur central à Manchester City.

## Biographie

### En club

#### Energetik-BDU Minsk
Né à Tachkent en Ouzbékistan, Abdukodir Khusanov est formé par le club local du FK Bunyodkor avant de rejoindre en mars 2022 le club biélorusse du Energetik-BDU Minsk. Il fait ses débuts en professionnel avec ce club, le 19 mars 2022, lors de la première journée de la saison 2022 du championnat de Biélorussie face au FK Vitebsk. Il est titularisé et son équipe s'impose par trois buts à un,. Khusanov inscrit son premier but en professionnel le 2 mai 2022, lors d'une rencontre de championnat contre le FK Nioman Hrodna. Titulaire, il est buteur sur coup franc direct mais délivre également deux passes décisives ce jour-là, contribuant ainsi à la victoire des siens (1-4 score final).

#### RC Lens
Le 24 juillet 2023, Abdukodir Khusanov s'engage pour quatre saisons au RC Lens. Par la même occasion, il devient le premier joueur ouzbek de l’histoire à évoluer en Ligue 1. Le 16 septembre 2023, il connaît sa première titularisation contre le FC Metz.

#### Manchester City
Le 20 janvier 2025, Abdukodir Khusanov s'engage avec Manchester City en paraphant un contrat de quatre ans et demi, soit jusqu'en juin 2029,. Il devient le premier joueur ouzbek de l'histoire à évoluer en Premier League. Le montant du transfert est estimé à 50 millions d'euros,. Il porte le no 45 avec les Cityzens.
Le 25 janvier 2025, il fait sa première apparition lors d'un match de Premier League lors d'une victoire trois buts à un contre le Chelsea FC,.

### En sélection nationale
Avec les moins de 20 ans, Abdukodir Khusanov participe au championnat d'Asie des moins de 20 ans en 2023. Il joue les six matchs de son équipe en tant que titulaire. Son équipe se hisse jusqu'en finale où elle affronte l'Irak. L'Ouzbékistan s'impose par un but à zéro et remporte son premier titre dans cette compétition.
Il est ensuite appelé avec les moins de 20 ans pour participer à la coupe du monde des moins de 20 ans en 2023.
Le 11 juin 2023, il honore sa première sélection avec l'équipe nationale d'Ouzbékistan contre équipe nationale d'Oman. Il entre en jeu et son équipe s'impose par trois buts à zéro. En janvier 2024, il est retenu dans la liste des vingt-six joueurs ouzbeks sélectionnés par Srečko Katanec pour disputer la Coupe d'Asie des nations 2023.[réf. souhaitée]

## Vie privée
Il est le fils de l'ancien joueur ouzbek Hikmat Hashimov (en) (en ouzbek : Хошимов Хикматжон).[réf. souhaitée]

## Statistiques
| Saison                | Club                  | Championnat           | Championnat | Championnat | Championnat | Coupe nationale | Coupe nationale | Coupe nationale | Coupe de la Ligue | Coupe de la Ligue | Coupe de la Ligue | Compétition(s) continentale(s) | Compétition(s) continentale(s) | Compétition(s) continentale(s) | Compétition(s) continentale(s) | Coupe du monde des clubs | Coupe du monde des clubs | Coupe du monde des clubs | Ouzbékistan | Ouzbékistan | Ouzbékistan | Total | Total | Total |
| Saison                | Club                  | Division              | M.          | B.          | P.d.        | M.              | B.              | P.d.            | M.                | B.                | P.d.              | Comp.                          | M.                             | B.                             | P.d.                           | M.                       | B.                       | P.d.                     | M.          | B.          | P.d.        | M.    | B.    | P.d.  |
| 2022                  | Energetik-BDU Minsk   | Vycheïchaïa Liha      | 14          | 2           | 4           | -               | -               | -               | -                 | -                 | -                 | -                              | -                              | -                              | -                              | -                        | -                        | -                        | -           | -           | -           | 14    | 2     | 4     |
| 2023                  | Energetik-BDU Minsk   | Vycheïchaïa Liha      | 21          | 2           | 0           | 2               | 0               | 0               | -                 | -                 | -                 | -                              | -                              | -                              | -                              | -                        | -                        | -                        | 3           | 0           | 0           | 26    | 2     | 0     |
| Sous-total            | Sous-total            | Sous-total            | 35          | 4           | 4           | 2               | 0               | 0               | -                 | -                 | -                 | -                              | -                              | -                              | -                              | -                        | -                        | -                        | 3           | 0           | 0           | 40    | 4     | 4     |
| 2023-2024             | RC Lens               | Ligue 1               | 11          | 0           | 0           | -               | -               | -               | -                 | -                 | -                 | C1+C3                          | 2+2                            | 0                              | 0                              | -                        | -                        | -                        | 7           | 0           | 0           | 22    | 0     | 0     |
| 2024-2025             | RC Lens               | Ligue 1               | 13          | 0           | 0           | 1               | 1               | 0               | -                 | -                 | -                 | C4                             | 2                              | 0                              | 0                              | -                        | -                        | -                        | 8           | 0           | 0           | 24    | 1     | 0     |
| Sous-total            | Sous-total            | Sous-total            | 24          | 0           | 0           | 1               | 0               | 0               | -                 | -                 | -                 | -                              | 6                              | 0                              | 0                              | -                        | -                        | -                        | 15          | 0           | 0           | 46    | 0     | 0     |
| 2024-2025             | Manchester City       | Premier League        | 6           | 0           | 0           | 2               | 1               | 0               | -                 | -                 | -                 | C1                             | 1                              | 0                              | 0                              | 1                        | 0                        | 0                        | 4           | 0           | 0           | 14    | 1     | 0     |
| 2025-2026             | Manchester City       | Premier League        | 1           | 0           | 0           | 0               | 0               | 0               | -                 | -                 | -                 | C1                             | 0                              | 0                              | 0                              | -                        | -                        | -                        | 0           | 0           | 0           | 1     | 0     | 0     |
| Sous-total            | Sous-total            | Sous-total            | 7           | 0           | 0           | 2               | 1               | 0               | -                 | -                 | -                 | -                              | 1                              | 0                              | 0                              | 1                        | 0                        | 0                        | 4           | 0           | 0           | 15    | 1     | 0     |
| Total sur la carrière | Total sur la carrière | Total sur la carrière | 66          | 4           | 4           | 5               | 1               | 0               | -                 | -                 | -                 | -                              | 7                              | 0                              | 0                              | 1                        | 0                        | 0                        | 22          | 0           | 0           | 101   | 5     | 4     |

## Palmarès
- Vainqueur du championnat d'Asie des moins de 19 ans en 2023.
- finaliste  :Coupe d'Angleterre de football 2024-2025